# Fusinus margaritae
Fusinus margaritae is een slakkensoort uit de familie van de Fasciolariidae. De wetenschappelijke naam van de soort is voor het eerst geldig gepubliceerd in 2007 door Buzzurro & Russo.